# Keyshawn Johnson
Joseph Keyshawn Johnson (geboren am 22. Juli 1972 in Los Angeles, Kalifornien) ist ein ehemaliger US-amerikanischer American-Football-Spieler auf der Position des Wide Receivers. Er spielte College Football für die USC Trojans und wurde im NFL Draft 1996 als Gesamterster von den New York Jets ausgewählt. Anschließend spielte Johnson in der National Football League (NFL) auch für die Tampa Bay Buccaneers, die Dallas Cowboys und die Carolina Panthers. Er gewann mit den Buccaneers den Super Bowl XXXVII und wurde dreimal in den Pro Bowl gewählt.

## Karriere

### Frühe Jahre und College
Johnson wurde in Los Angeles, Kalifornien, geboren. Als er in der achten Klasse war, verbrachte er neun Monate in einer Jugendstrafanstalt, nachdem er mehrfach beispielsweise durch Delikte wie den Verkauf von Drogen oder Straßenraub auffällig geworden war. Johnson ging in Los Angeles auf die Palisades Charter High School und die Susan Miller Dorsey High School. Dort spielte er erfolgreich Football, sodass er 1991 ein Stipendienangebot von der University of Miami für ihr Collegefootballteam erhielt, allerdings reichten seine Noten nicht für das College aus, weswegen er das West Los Angeles College, ein Community College, besuchte. Auch dort hatte er mit schlechten Noten zu kämpfen und verließ das dortige Footballteam nach sieben Spielen. Er nahm sich für ein Jahr eine Auszeit vom Football, kehrte 1993 zum Team zurück und konnte überzeugen, sodass er ab 1994 für die USC Trojans der University of Southern California College Football spielen konnte.
Bei den Trojans nahm Johnson mit 66 gefangenen Pässen für 1362 Yards von Beginn an eine größere Rolle ein, im Cotton Bowl wurde er als MVP ausgezeichnet. In der Saison 1995 fing Johnson 102 Pässe für 1434 Yards und sieben Touchdowns und gewann im Rose Bowl die Auszeichnung als MVP. Johnson wurde in beiden Jahren bei den Trojans in das All-Star-Team der Pacific-10 Conference gewählt, 1995 wurde er als Pac-10 Offensive Player of the Year und als Consensus All-American ausgezeichnet.

### NFL

#### New York Jets
Johnson wurde im NFL Draft 1996 als Gesamterster von den New York Jets ausgewählt. Damit war er der erste Wide Receiver seit Irving Fryar 1984, der an erster Stelle ausgewählt wurde. Johnson einigte sich mit den Jets auf einen Sechsjahresvertrag im Wert von 15 Millionen US-Dollar. In seiner ersten NFL-Saison fing er 63 Pässe für 844 Yards Raumgewinn und acht Touchdowns. Nach der Saison 1996 veröffentlichte Johnson seine Autobiographie Just Give Me The Damn Ball. Darin berichtete er von seiner Rookiesaison bei den Jets, die die Spielzeit mit einer Bilanz von 1–15 beendet hatten, und kritisierte Mitspieler und Trainer, weswegen er vor seiner zweiten NFL-Saison selbst in der Kritik stand.
In der Saison 1998 fing Johnson 83 Pässe für 1131 Yards und zehn Touchdowns und gewann mit den Jets die AFC East, was ihm seine erste Nominierung für den Pro Bowl einbrachte. Beim 34:24-Sieg gegen die Jacksonville Jaguars in den Play-offs konnte Johnson nicht nur mit 121 Yards Raumgewinn im Passspiel sowie 28 Yards Raumgewinn im Laufspiel auf sich aufmerksam machen, sondern auch nach einem Ballverlust der Offense einen gegnerischen Fumble sichern und den Ball zurückerobern sowie in den Schlusssekunden der Partie als Defensive Back eine Interception fangen. Er erreichte mit den Jets das AFC Championship Game, das gegen die Denver Broncos verloren ging. 1999 kam Johnson auf 89 gefangene Pässe für 1170 Yards und acht Touchdowns, er wurde zum zweiten Mal in den Pro Bowl gewählt.

#### Tampa Bay Buccaneers
Am 12. April 2000 gaben die Jets Johnson per Trade an die Tampa Bay Buccaneers ab. Zuvor hatte er sich unzufrieden mit seiner Vertragssituation bei den Jets gezeigt, die nicht über eine Verlängerung seines noch zwei Jahre gültigen Vertrages sprechen wollten. Im Austausch für Johnson erhielt New York von den Buccaneers zwei Erstrundenpicks (an 13. und 27. Stelle) im NFL Draft 2000, wodurch sie als erstes Team in der Geschichte der NFL vier Wahlrechte in der ersten Runde besitzen sollten. Die Buccaneers verlängerten den Vertrag mit Johnson infolge des Trades um sechs Jahre, womit er für 56 Millionen US-Dollar für die nächsten acht Jahre unter Vertrag stand und zum bestbezahlten Spieler auf seiner Position wurde. Tampa Bay hatte in der Vorsaison dank einer starken Defense das NFC Championship Game erreicht, während die Offense zu den schwächeren der Liga gehört hatte und in fünf Spielen keinen offensiven Touchdown hatte verzeichnen können.
Johnson war in seinen ersten drei Saisons für Tampa jeweils der führende Wide Receiver seines Teams. In der Saison 2001 wurde er zum dritten Mal in den Pro Bowl gewählt und kam auf 106 gefangene Pässe für 1266 Yards und einen Touchdown. Johnson gewann in der Saison 2002 mit den von Brad Johnson angeführten Buccaneers den Super Bowl XXXVII und damit den ersten Super-Bowl-Titel der Franchise. Beim 48:21-Sieg von Tampa Bay gegen die Oakland Raiders fing er sechs Pässe für 69 Yards Raumgewinn. Nachdem die Buccaneers als amtierender Super-Bowl-Champion mit einer Bilanz von 4–6 enttäuschend in die Saison 2003 gestartet waren, entschlossen sie sich, Johnson aufgrund seiner schlechten Beziehung zu Head Coach Jon Gruden in den verbleibenden Spielen nicht mehr einzusetzen und sich nach Saisonende von ihm zu trennen. In zehn Spielen konnte Johnson 45 Pässe für 600 Yards und drei Touchdowns fangen.

#### Dallas Cowboys
Im März 2004 wechselte Johnson zu den Dallas Cowboys, die im Gegenzug Wide Receiver Joey Galloway an die Buccaneers abgaben. Bei den Cowboys spielte Johnson erneut unter Head Coach Bill Parcells, mit dem er bereits von 1997 bis 1999 bei den New York Jets zusammengearbeitet hatte. Nach zwei soliden Saisons entließen die Cowboys Johnson, um finanziellen Spielraum für die Verpflichtung von Terrell Owens zu schaffen.

#### Carolina Panthers
Nach seiner Entlassung in Dallas unterschrieb Johnson einen Vierjahresvertrag im Wert von 19 Millionen US-Dollar bei den Carolina Panthers. Als zweiter Receiver neben Steve Smith fing er 70 Pässe für 815 Yards und vier Touchdowns. Nachdem die Panthers in der zweiten Runde des NFL Draft 2007 Wide Receiver Dwayne Jarrett ausgewählt hatten, lösten sie den Vertrag mit Johnson auf. Trotz mehrerer Vertragsangebote für die Saison 2007 entschloss er sich daraufhin im Mai 2007 dazu, seine Spielerkarriere zu beenden, um als Analyst für ESPN zu arbeiten.
Johnson beendete seine NFL-Karriere mit 814 gefangenen Pässen für 10.571 Yards und 64 Touchdowns in 167 Spielen.

### NFL-Statistiken
| 1996                               | New York Jets        | 14  | 11  | 63  | 844    | 13,4 | 50 | 8  |
| 1997                               | New York Jets        | 16  | 16  | 70  | 963    | 13,8 | 39 | 5  |
| 1998                               | New York Jets        | 16  | 16  | 83  | 1131   | 13,6 | 41 | 10 |
| 1999                               | New York Jets        | 16  | 16  | 89  | 1170   | 13,1 | 65 | 8  |
| 2000                               | Tampa Bay Buccaneers | 16  | 16  | 71  | 874    | 12,3 | 38 | 8  |
| 2001                               | Tampa Bay Buccaneers | 15  | 15  | 106 | 1266   | 11,9 | 47 | 1  |
| 2002                               | Tampa Bay Buccaneers | 16  | 16  | 76  | 1088   | 14,3 | 76 | 5  |
| 2003                               | Tampa Bay Buccaneers | 10  | 10  | 45  | 600    | 13,3 | 39 | 3  |
| 2004                               | Dallas Cowboys       | 16  | 16  | 70  | 981    | 14,0 | 39 | 6  |
| 2005                               | Dallas Cowboys       | 16  | 14  | 71  | 839    | 11,8 | 34 | 6  |
| 2006                               | Carolina Panthers    | 16  | 16  | 70  | 815    | 11,6 | 40 | 4  |
| Total                              | Total                | 167 | 162 | 814 | 10.571 | 13,0 | 76 | 64 |
| Quelle: pro-football-reference.com |                      |     |     |     |        |      |    |    |

## Persönliches
Johnson ist verheiratet und hat fünf Kinder aus zwei Ehen, seine älteste Tochter starb 2021. Sein Neffe Michael Thomas spielt seit 2016 ebenfalls in der NFL als Wide Receiver.